# Западный Азербайджан

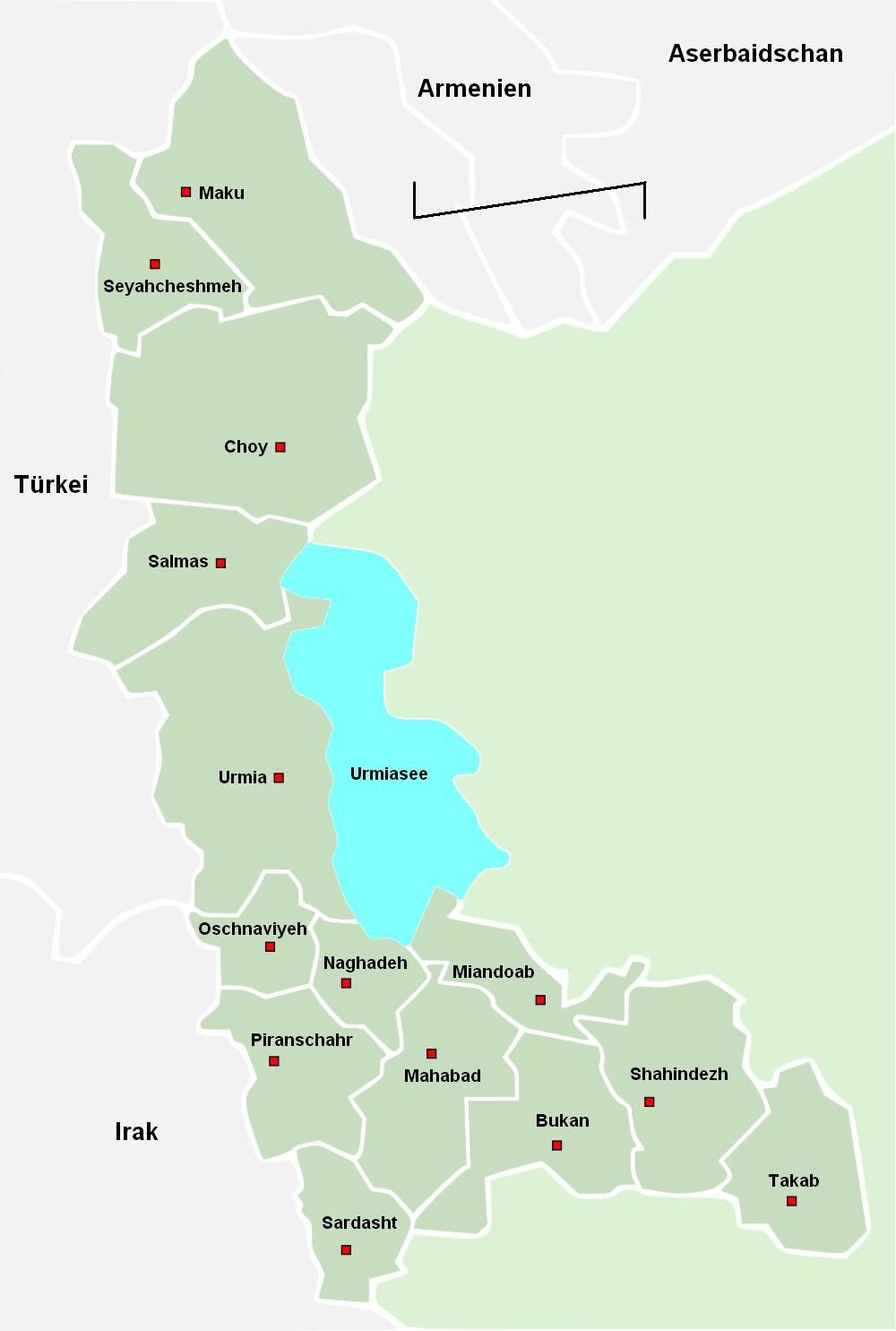
Административное деление Западного Азербайджана

За́падный Азербайджа́н (перс. آذربایجان غربی‎ Âzarbâyjân-e Qarbi, азерб. غربی آذربایجان, Qərbi Azərbaycan), также У́рмия (перс. ارومیه‎, азерб. Urmiya, Urmu / اورمو ,اورومیه, курд. Urmiyê, ورمێ) — остан на западе Ирана. Одна из провинций Иранского Азербайджана. Основное население — азербайджанцы и курды.
Занимает площадь 37 437 км² (включая озеро Урмия). В 2006 году в нём проживало 2 873 459 человек. Административный центр остана — город Урмия. Среди крупных городов остана выделяются также города Хой, Мехабад.
В 1938 году традиционно населённые курдами районы к югу от озера Урмия, включая крупный город Мехабад, были отделены от остана Курдистан и переданы соседнему остану Азербайджан. В 1950 году была создана провинция Западный Азербайджан путем разделения провинции на западную и восточную части.

## Административное деление
Западный Азербайджан разделен на 14 шахрестанов:
1. Бокан
2. Мехабад
3. Маку
4. Миандоаб
5. Накаде
6. Ошнавийе
7. Пираншехр
8. Сельмас
9. Сердешт
10. Текаб
11. Урмия
12. Хой
13. Чалдоран
14. Шахиндеж